# Madenemura
Madenemura is een geslacht van steenvliegen uit de familie Notonemouridae. De wetenschappelijke naam van het geslacht is voor het eerst geldig gepubliceerd in 1949 door Paulian.

## Soorten
Madenemura omvat de volgende soorten:
- Madenemura adringitrensis Paulian, 1959
- Madenemura bezanozano Paulian, 1959
- Madenemura capuroni Paulian, 1949
- Madenemura perrieri Paulian, 1959
- Madenemura stuckenbergi Paulian, 1959